# Zapotékok
A zapotékok  Mexikó bennszülött népcsoportja. A lakosság a déli Oaxaca államban összpontosul, de a szomszédos államokban is léteznek nagyobb közösségeik. A 21. század eleji népességüket körülbelül félmillió főre becsülik. További, akár 100 ezer ember él az Egyesült Államokban.

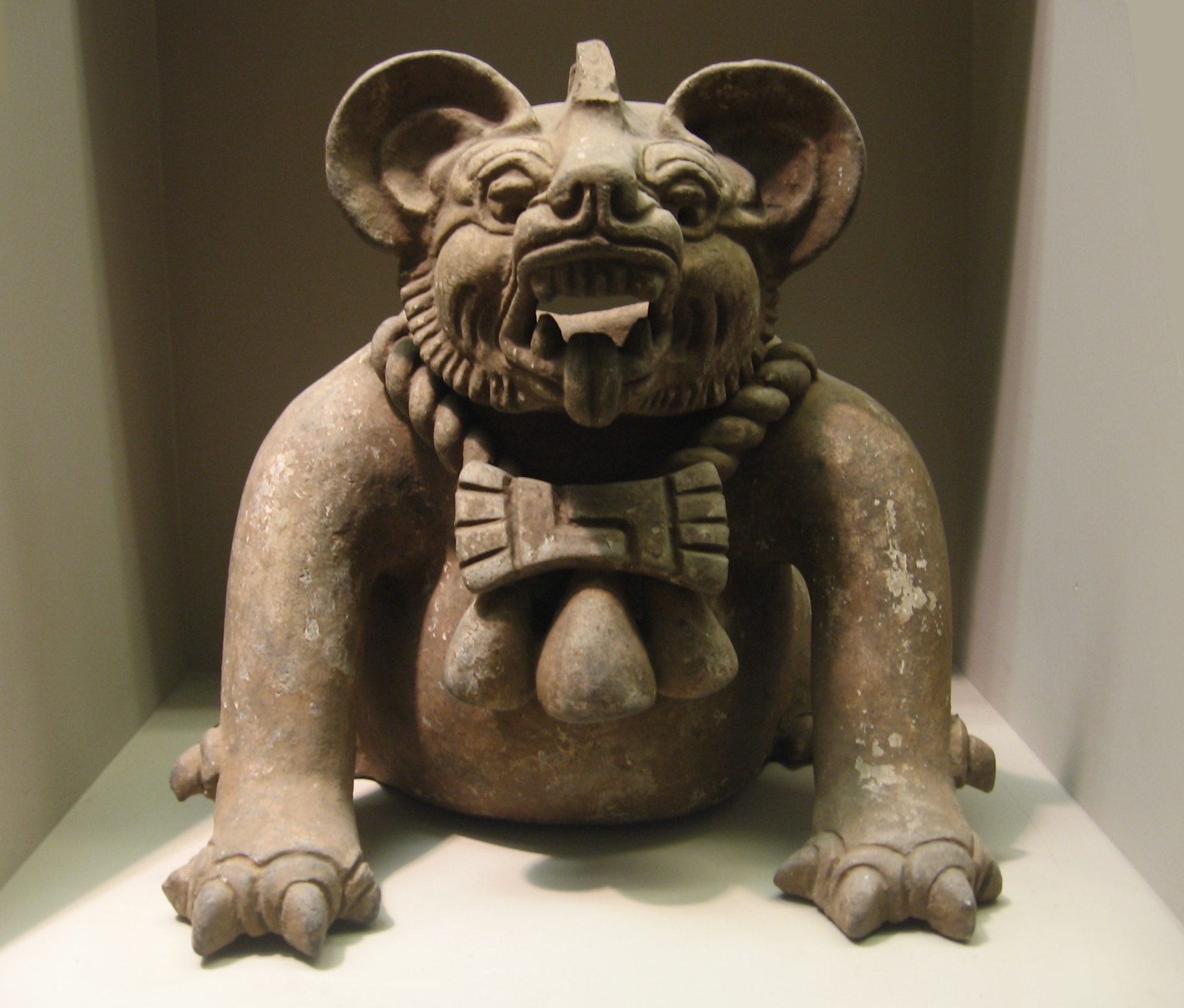
Zapoték temetkezési urna

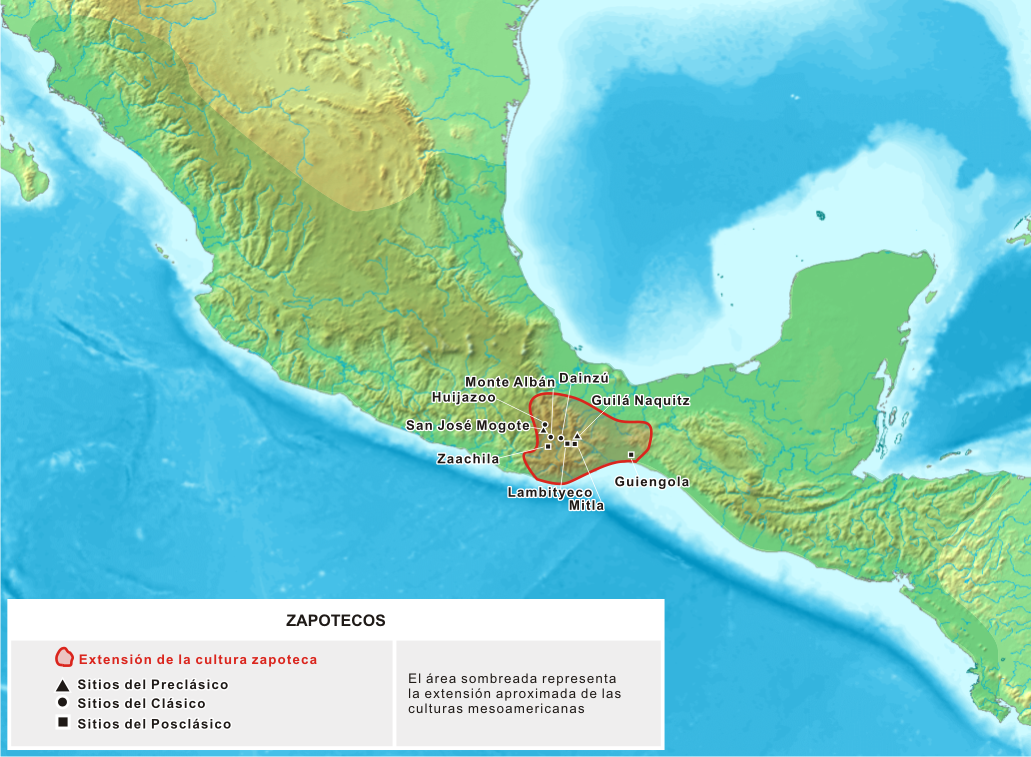
A zapoték civilizáció legnagyobb kiterjedése idején

## Történelem
Az egykori zapoték civilizáció a hegyes Monte Albán (Mexikó, Oaxaca állam) közelében, az olmék birodalom hanyatlása idején kezdett felemelkedni, és az i. e. 3-2. század táján politikai és katonai hatalmukat kiterjesztették a partmenti területekre is. Értékes kereskedelmi láncolatot hoztak létre, s a tőlük délre fekvő maja civilizációval hosszú időn keresztül  cserekereskedelmet folytattak.
Átvették és tökéletesítették  az olmékok által is használt időszámítást és naptárciklusokat,  a számok kifejezésére  vonal és pontrendszert alkalmaztak, amelyet már a maják is ismertek. Ők voltak az első mezo-amerikai nép, akik a szó valódi értelmében vett – logografikus – írást használtak (zapoték írás). 
Civilizációjuk fénypontját i. sz. után a 3. és 8. közötti századokban érték el, de ezután hamarosan a mixtékek vették át a zapotékok helyét sok területen.
Az i. e. 3. században az olmékok örökébe lépő mexikói zapoték civilizáció vallási, szertartási központja  Monte Albán, az Oaxaca-völgy feletti magas hegygerincen épült. A templomváros építészeti csoda, amely magában foglalja a hatalmas fennsíkon elterülő piramisegyüttest és a szomszédos óriási csillagászati megfigyelőt. Monte Albán a vallási kultusz és a katonai győzelmi ünnepek színhelyéül szolgált.
A 3-7. század között a zapoték nemzet fővárosaként 25 ezer ember otthona volt.